# 范氏花鱂
范氏花鱂，為輻鰭魚綱鯉齒目鯉齒亞目花鳉科的其中一種，分布於中美洲古拉索的淡水流域，體長可達4.5公分，屬雜食性，生活習性不明。

## 擴展閱讀
維基物種上的相關：范氏花鱂